# (33343) Madorobin
Pour les articles homonymes, voir Robin.
(33343) Madorobin est un astéroïde de la ceinture principale.

## Description
(33343) Madorobin est un astéroïde de la ceinture principale. Il fut découvert le 15 décembre 1998 à Caussols par le relevé ODAS. Il présente une orbite caractérisée par un demi-grand axe de 2,32 UA, une excentricité de 0,07 et une inclinaison de 7,3° par rapport à l'écliptique.
Il est nommé d'après la soprano française Mado Robin.